# Macrogradungula moonya
Macrogradungula moonya är en spindelart som beskrevs av Gray 1987. Macrogradungula moonya ingår i släktet Macrogradungula och familjen Gradungulidae.
Artens utbredningsområde är Queensland. Inga underarter finns listade i Catalogue of Life.